# Annona maritima
Annona maritima là loài thực vật có hoa thuộc họ Na. Loài này được (Záchia) H.Rainer mô tả khoa học đầu tiên năm 2007.